# Baross Gábor-telep
Baross Gábor-telep vagy Barosstelep 1950 óta Budapest egyik lakónegyede a XXII. kerületben, korábban Nagytétény községéhez tartozott, jelenleg a budatétényi egységrészhez tartozik.

## Fekvése
Mai közigazgatási határai a Szabadkai utca a Kamaraerdei úttól, Csiperke utca, Klauzál Gábor utca, a XI. utca és meghosszabbított vonala, Rózsakert utca, Minta utca, Dózsa György út, Budapest közigazgatási határa, Kamaraerdei út és meghosszabbított vonala a Szabadkai útig. 
Szűken véve a számozott utcák és a mai Dózsa György út tartozik a telephez: ez az a terület, amit először felparcelláztak 1905-ben.

## Története
Nagytétény határában, Budatétény tőszomszédságában alakult ki a mai városrész az 1900-as évek elején. A számozott utcák parcellázása Weisz Gyula és felesége, Libál Róza nevéhez kötődik. Az első telkek többségét budapestiek vették meg, és egy nyaralótelep alakult ki, de később, a harmincas évekre már egyértelműen az ország különböző pontjairól érkező munkások voltak többségben a lakosok között.
1909-ben alakult meg a Baross Gábor telepi Polgári Kör, ami a kulturális élet mellett az érdekvédelmet, az életkörülmények javítását tűzte ki célul. Első eredménye az elemi iskola volt, ami 1911-ben nyitotta meg kapuit, és – az első világháború utáni pár éves kényszerszünet után – máig működik. Az iskola első épülete a XVI. és XIII. utcák sarkán található, később a IV. utcában béreltek épületet, és az 1920-as években épült fel az első épület az intézmény mai helyén. 
1933-ban épült fel a Baross Gábor telepi Templomépítő Egyesületnek köszönhetően a római katolikus templom. Az építkezés költségeit nagyrészt közadakozásból teremtették elő. A Templomépítő Egyesület templom híján is gondoskodott egyházi életről, az első években meghívott papokkal, 1930-ban pedig – Lényi Vince vezetésével – megalakult az egyházközség is, ami a Székesfehérvári egyházmegyéhez tartozott, és Nagytétény filiájaként működött. 1948-ban kapott plébániai rangot.  